# Nederlandse kampioenschappen schaatsen afstanden 1989 - 1000 meter vrouwen
De 1000 meter vrouwen op de Nederlandse kampioenschappen schaatsen afstanden 1989 werd gereden in januari 1989 in ijsstadion Thialf te Heerenveen. 
Er namen deze editie dertien schaatssters deel. Titelverdedigster was Ingrid Haringa, zij prolongeerde haar titel.

## Uitslag
| #      | Schaatser               | tijd    |
| ------ | ----------------------- | ------- |
| Goud   | Ingrid Haringa          | 1.24,09 |
| Zilver | Christine Aaftink       | 1.24,68 |
| Brons  | Sandra Voetelink        | 1.25,09 |
| 4      | Boukje Keulen           | 1.26,26 |
| 5      | Linda Nat               | 1.26,39 |
| 6      | Alida Pasveer           | 1.26,45 |
| 7      | Henriët van der Meer    | 1.26,53 |
| 8      | Jolanda Grimbergen      | 1.26,55 |
| 9      | Anita Loorbach          | 1.26,82 |
| 10     | Lia van Schie           | 1.26,84 |
| 11     | Jacqueline van Straaten | 1.27,53 |
| 12     | Hanneke de Vries        | 1.27,97 |
| 13     | Esmeralda Ossendrijver  | 1.29,47 |

Uitslag
1987 · 
1988 · 
1989 · 
1990 · 
1991 · 
1992 · 
1993 · 
1994 · 
1995 · 
1996 · 
1997 · 
1998 · 
1999 · 
2000 · 
2001 · 
2002 · 
2003 · 
2004 · 
2005 · 
2006 · 
2007 · 
2008 · 
2009 · 
2010 · 
2011 · 
2012 · 
2013 · 
2014 · 
2015 · 
2016 · 
2017 · 
2018 · 
2019 · 
2020 · 
2021 · 
2022 · 
2023 · 
2024 · 
2025